# Чилачава, Рауль Шалвович
Рауль Шалвович Чилачава (груз. რაულ შალვას ძე ჩილაჩავა; род. 15 мая 1948, Читацкари, Зугдидский район, Грузинская ССР, СССР) — советский и украинский дипломат, поэт, переводчик и литературовед грузинского происхождения. Заслуженный деятель искусств Украины (1998). Доктор филологических наук, профессор.

## Биография
Родился 15 мая 1948 года в селе Читацкари Зугдидского района Грузинской ССР.
В 1970 году окончил факультет журналистики Тбилисского государственного университета.
С декабря 1970 по ноябрь 1971 года — редактор Киевской центральной редакции «Украинской Советской Энциклопедии».
С октября 1971 по октябрь 1973 года — внештатный корреспондент киевской газеты «Комсомольское знамя».
C октябрь 1973 по май 1975 года — преподаватель подготовительных курсов Киевского государственного университета им. Т. Г Шевченко.
С 1975 по 1992 год — творческая работа, член Союза писателей Украины.
В 1985 году защитил диссертацию «Проблемы перевода поэмы Шота Руставели „Витязь в тигровой шкуре“ на русский язык : на материале творческой практики П. А. Петренко» на соискание учёной степени кандидата филологических наук.
С марта 1992 по 1993 год — Заместитель Председателя Комитета Национальностей и Миграций при Кабинете Министров Украины.
С 1993 по 1994 год — Заместитель Министра Украины по вопросам Национальностей и миграции.
С 1994 по 1996 год — Заместитель Министра Украины по вопросам Национальностей, Миграции и религиозных дел.
В 1995 году защитил диссертацию «Грузинская классическая поэзия в украинских переводах».
С 1996 по 1998 год — творческая работа, член Союза писателей Украины.
С 1998 года — профессор Киевского государственного университета Культуры и Искусств.
С сентября 1998 по февраль 2000 года — заместитель председателя Государственного Комитета Национальностей и вопросам миграции.
С 2000 по 2001 год — профессор Киевского государственного университета им. Т. Г Шевченко.
С 2001 по 2002 год — Первый заместитель Председателя Государственного Комитета Национальностей и миграции
С 2002 по 2004 год — заместитель Председателя Государственного Комитета Национальностей и миграции
С 9 декабря 2005 по 4 июня 2010 года — Чрезвычайный и Полномочный посол Украины в Республике Латвия.

## Творчество
Автор более 60 книг стихов, а также переводов (с украинского на грузинский и наоборот), публицистики, двух монографий. Пишет на грузинском и украинском языках.
Автор очерков «Сердца в крепком союзе» (1974), «Орлиное ущелье» (1978), «Под солнцем Иверии» (1987), книг публицистика: «Сын Лаврентия Берия рассказывает» (1992), «Убит в собственном доме» и монографий «Николай Бажан» (1975), «Пантелеймон Петренко — переводчик „Витязя в тигровой шкуре“» (на русском языке, 1985).
Переводы прозы и стихов на грузинском Григория Сковороды, Шевченко, Павла Тычины, Владимира Сосюры, Николая Бажана, Бориса Олейника, Василий Сухомлинского, Петра Осадчука и др. Упорядочил Антологию украинской поэзии «Август (55 украинских поэтов)» (2001).
Перевел произведения Давида Гурамишвили, Акакия Церетели, Ильи Чавчавадзе, Галактиона Табидзе, Ираклия Абашидзе, Григория Абашидзе, Нодара Думбадзе, Тамаза Чиладзе, Гиви Чичинадзе, Георгий Хухашвили, Е. Маградзе, Г. Мишвеладзе, Константина Гамсахурдиа.

## Избранные произведения
- «Начало» (1973),
- «Быть»,
- «Почему зебра полосатая» (1976),
- «После заката» (1979),
- «Пародии» (1981),
- «Время свидания» (1982),
- «Земля насущная» (1983),
- «Равноденствие» (1984),
- «В гостях и дома» (рус., 1985),
- «Ветер над спелыми нивами»,
- «Знак Зодиака»,
- «По тбилисскому времени»,
- «Стена плача»;
- монография «Микола Бажан»

## Награды
- Почётная Грамота Президиума Верховного Совета Грузинской ССР (1980);
- Лауреат премии комсомола Грузии (1985),
- Республиканской премии им. М.Рыльского (1987),
- Международной премии им. В.Винниченко (1998);
- Заслуженный деятель искусств Украины (1998)
- Почетная грамота Кабинета Министров Украины (февраль 2003);
- Орден Святого Станислава IV, III ст.;
- «Офицерский крест» (2001)
- «Командорский крест» (2003);
- Орден Преподобного Нестора Летописца (2003);
- нагрудный знак «Знак почёта» (2002);
- Командор ордена Трёх звёзд (Латвия, 2008)[7];
- Международная литературная премия имени Николая Гоголя (2015)
- Международная литературно-художественная премия имени Пантелеймона Кулиша (2016)[8]
- Государственная премия Грузии имени Шота Руставели (2021)[9]